# Zelena Morava, Tărgoviște
Zelena Morava (în bulgară Зелена Морава) este un sat în comuna Omurtag, regiunea Tărgoviște,  Bulgaria. 

## Demografie
Componența etnică a satului Zelena Morava
     Turci (95,36%)
     Nicio identificare (3,77%)
     Altele (0,85%)
La recensământul din 2011, populația satului Zelena Morava era de 583 locuitori. Din punct de vedere etnic, majoritatea locuitorilor (95,36%) erau turci. Pentru 3,77% din locuitori nu este cunoscută apartenența etnică.